# Stazione di Mercenasco
Stazione di Mercenasco vasútállomás Olaszországban, Mercenasco településen.

## Vasútvonalak
Az állomást az alábbi vasútvonalak érintik:
- Chivasso-Ivrea-Aosta-vasútvonal

## Kapcsolódó állomások
A vasútállomáshoz az alábbi állomások vannak a legközelebb:
- Stazione di Candia Canavese
- Stazione di Strambino